# كارلوس تريفاينيو
كارلوس تريفاينيو (بالإسبانية: Carlos Alberto Trevino Luque)‏ هو لاعب كرة قدم مكسيكي في مركز الوسط، ولد في 19 أبريل 1993 في مونتيري في المكسيك. لعب مع نادي أطلس.

## وصلات خارجية
- كارلوس تريفاينيو على موقع قاعدة بيانات كرة القدم.إي يو (الإنجليزية)
- كارلوس تريفاينيو على موقع Soccerway.com (الإنجليزية)
- كارلوس تريفاينيو على موقع عالم كرة القدم.نت (الإنجليزية)
- كارلوس تريفاينيو على موقع AS.com (الإسبانية)